# Горіхове (заповідне урочище)
Горі́хове — один з об'єктів природно-заповідного фонду Луганської області, заповідне урочище місцевого значення.

## Розташування
Заповідне урочище розташоване між селами Бахмутівка і Гречишкине Новоайдарського району Луганської області, на території Гречишкінського лісництва державного підприємства «Новоайдарське лісомисливське господарство». Координати: 48° 51' 31" північної широти, 38° 58' 29" східної довготи.

## Історія
Заповідне урочище місцевого значення «Горіхове» оголошено рішенням виконкому Ворошиловградської обласної ради народних депутатів № 247 від 28 червня 1984 р.

## Загальна характеристика
Загальна площа заповідного урочища — 41,0 га. Являє собою цінну ділянку вікового байрачного лісу, генетичний резерват деревних і чагарникових порід для лісового господарства Луганської області.

## Рослинний світ
В заповідному урочищі домінують насадження ясена високого. Зростають також дуб звичайний, клен польовий, липа серцелиста. Середня висота дерев — 20,0 м. В підліску домінує бруслина європейська. Трав'яний покрив утворюють фіалка дивна, жеруха дрібноцвітна, гравілат міський, яглиця звичайна, підмаренник запашний, зніт гірський, шоломниця висока, дзвоники кропиволисті, купина багатоквіткова, грястиця звичайна, тонконіг дібровний, просянка розлога, куцоніжка лісова, регнерія собача.
Зустрічаються також рідкісні в Луганській області північні лісові рослини: медунка темна і копитняк європейський.

## Тваринний світ
Фауна урочища представлена цінними мисливськими видами, серед яких: заєць-русак, вивірка звичайна, куниці кам'яна і лісова, борсук, сарна, лисиця звичайна, дика свиня, зрідка в урочище заходить лось.